# Phor-ty
Phor-ty est un voilier monocoque de 40 pieds conçu pour la course au large. il porte le numéro de coque 137 en classe Class40.
Mis à l'eau en juillet 2014 à la Trinité sur Mer, il est notamment le sister-ship d'Imerys et de Teamwork.
Il porte les couleurs de Solidaires en Peloton (puis Solidaires en Peloton/ARSEP) de 2014 à 2016, de Phor-ty en 2017, de All In fo The Rhum et Narcos Mexico en 2018, de Manic en 2019, de Virgin Media Business de 2020 à 2021, et Tquila depuis 2021.

## Historique

### Solidaires en Peloton(puisSolidaires en Peloton/ARSEP)
Le voilier construit par le chantier JPS Production est mis à l'eau le 28 juillet 2014 à La Trinité-sur-Mer.
En 2014 pour sa première transatlantique, le monocoque skippé par Thibaut Vauchel-Camus prend le départ de la Route du Rhum. Il monte sur la seconde marche du podium à Pointe-à-Pitre après 18 jours, 4 heures, 33 minutes et 41 secondes de course.
L'année suivante, le voilier remporte le Tour de Belle-Île, l'Armen Race et le Trophée SNSM.
Pour la Transat Jacques Vabre, le monocoque maintenant nommé Solidaires en Peloton/ARSEP est skippé par Thibaut Vauchel-Camus et Victorien Erussard. Victime d'une avarie de safran, le voilier et son équipage sont contraints d'effectuer un arrêt au Cap-Vert. Il arrive à la quatrième place à Itajaí.
Après une saison 2015 réussie, le monocoque remporte le Championnat Class40.
En mai 2016, le Class40 remporte la Transat anglaise en reliant Plymouth et New York en 17 jours, 12 heures et 42 minutes.
Fin 2016, le monocoque remporte pour la deuxième saison consécutive le Championnat Class40.

### Phor-ty
En 2017, le voilier remporte sous son nouveau nom Phor-ty la RORC Caribbean 600 et la Myth of Malham Race.

### Narcos Mexico
Pour la Route du Rhum, le monocoque prend les couleurs de la série Netflix Narcos: Mexico,. Peu de temps après le départ, le voilier skippé par Sam Goodchild démâte alors qu'il navigue à la septième position de la flotte des Class40,.

### Manic
En 2019, le monocoque prend le nom de Manic et remporte la RORC Morgan Cup.

### Virgin Media Buisness
En 2021, le voilier aux couleurs de Virgin Media Business s'impose lors de la RORC Myth of Malham.

### Tquila
En novembre 2021, le monocoque aux couleurs de Tquila prend le départ de la Transat Jacques Vabre entre les mains de Brian Thompson et Alister Richardson. Le duo arrive à la onzième place à Fort-de-France.
L'année suivante, le voilier s'impose lors de la Sevenstar Round Britain and Ireland.

## Palmarès

### 2014-2016:Solidaires en Peloton(puisSolidaires en Peloton/ARSEP)
- 2014 :
  - 2e de la Route du Rhum
- 2015 :
  - 2e du Grand Prix Guyader[12]
  - 1er du Tour de Belle-Île
  - 1er de l'Armen Race
  - 1er du Trophée SNSM

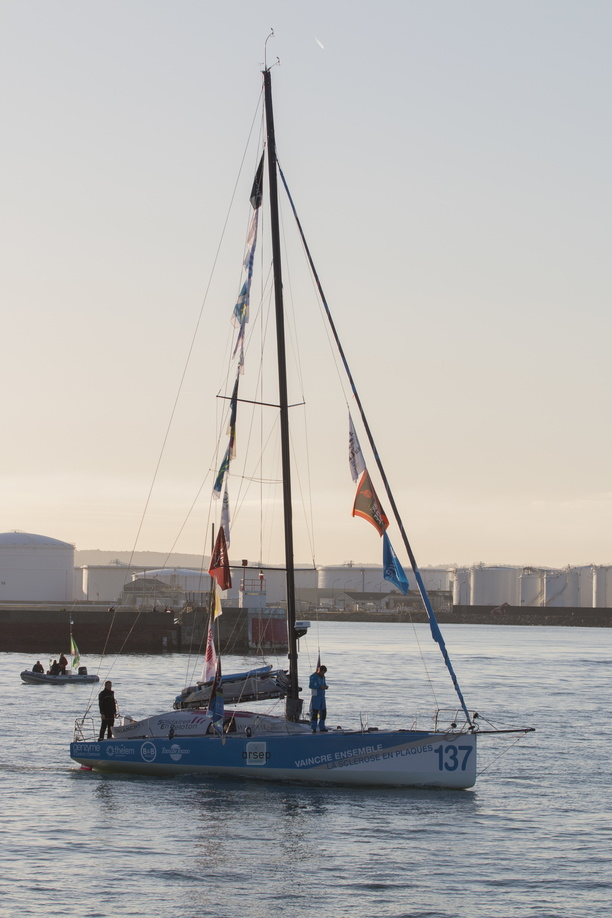
Solidaires en Peloton/ARSEP quitte le porte du Havre pour prendre le départ de la Transat Jacques Vabre 2015.

  - 2e de Les Sables-Horta-Les Sables[12]
  - 4e de la Transat Jacques Vabre
  - 1er du Championnat Class40
- 2016 :
  - 1er de la Transat anglaise
  - 4e de la Transat Québec-Saint-Malo[21]
  - 4e de la Normandy Channel Race[12]
  - 1er du Championnat Class40

### 2017:Phor-ty
- 1er de la RORC Caribbean 600
- 1er de la Myth of Malham Race
- 3e de Cowes-Dinard-Saint-Malo[22]

### 2018:All In for The Rhum
- 2e des 1000 Milles des Sables[23]
- 12e de la Normandy Channel Race[12]
- 4e de la Drheam Cup Destination Cotentin[12]

### 2019:Manic
- 1er de la RORC Morgan Cup
- 3e de Cowes-Dinard-Saint-Malo[24]
- 6e de la Rolex Fastnet Race[12]
- 2e de la RORC Cowes Cherbourg[12]
- 4e de La 40' Malouine SACIB[25]

### 2020-2021:Virgin Media Business
- 2020 :
  - 5e de la Normandy Channel Race[12]
- 2021 : 
  - 1er de la RORC Myth of Malham

### Depuis 2021:Tquila
- 2021 :
  - 11e de la Transat Jacques Vabre
- 2022 :
  - 21e de la Normandy Channel Race[12]
  - 1er de la Sevenstar Round Britain and Ireland